# Faro de Cabo Focardo
El faro de Cabo Focardo es un faro activo situado en el canal de Piombino, en el extremo noreste del municipio de Capoliveri, dentro de la estructura defensiva del fuerte Focardo.

## Historia
El faro, inaugurado en 1863 para iluminar el tramo costero de Porto Azzurro, fue construido a lo largo de la muralla norte del fuerte del siglo XVII, en el promontorio del mismo nombre que cierra la bahía, al sureste de Porto Azzurro.
De alimentación eléctrica y con una óptica fija, la luz es generada por una lámpara halógena de 1000 Vatios (W) con tres destellos blancos cada 15 segundos y un alcance de 16 millas náuticas (alrededor de 30 km). También cuenta con una lámpara de 100 W con un alcance de 11 millas náuticas (alrededor de 20 km) como reserva en caso de que falle la lámpara principal. El faro está constituido por una torre octogonal de piedra caliza construida junto al lado sur del edificio de la Armada italiana y cuenta con una galería interna. Sobre la parte superior de la torre descansa la base circular de la cúpula. El faro está totalmente automatizado y su operación y mantenimiento depende la Armada italiana. 